# Скрипка (фільм)
«Скрипка» (англ. Violin) — короткометражний фільм режисера Костянтина Фама 2017 року, завершальна новела військово-історичної драми «Свідки», присвяченого пам'яті жертв Голокосту. За основу фільму була взята історія музикантів Яновського концтабору, де в 1944 був розстріляний оркестр з видатних єврейських музикантів. Матеріали цієї справи фігурували на Нюрнгберзькому процесі.

## Сюжет
Фільм розповідає історію скрипки, створеної на початку XX століття для єврейського юнака. Інструмент проходить усі перипетії війни. Історія закінчується концертом в Єрусалимі біля Стіни плачу.

## Акторський склад
- Ленн Кудрявіцкі — Леонід Штіллер
- Володимир Кошовий — Лео Штіллер
- Михайло Горьовий — Ріхард
- В'ячеслав Чепурченко — Курт
- Марія Кінг — Рейчел
- Маруся Зикова — Ада
- Олексій Петрухін — Отто
- Анжеліка Каширіна — Катя
- Алім Кандур — Шломо
- В'ячеслав Ганенко — Моше